# مزرعة بهروند (حسينية انديمشك)
مزرعة بهروند (بالإنجليزية: Mazraeh-ye Baharvand)‏ هي منطقة سكنية تقع في إيران في قسم حسینیة الريفي.